# Vladislav Ozerov
Vladislav Aleksandrovitj Ozerov (ryska: Владислав Александрович Озеров), född 11 oktober (gamla stilen: 30 september) 1769 i guvernementet Tver, död där 17 september (gamla stilen: 5 september) 1816, var en rysk dramatiker.
Ozerov debuterade 1798 med sorgespelet Smrt Olega Drevljanskago (Den drevljanske Olegs död) och vann stor framgång med Edip v Afinach (Oidipus i Aten; 1804), en efterbildning av Jean-François Ducis "(Edipe chez Admète". Hans övriga dramer i den pseudoklassiska stilen, Fingal (1805), Dimitrij Donskoj (1807) och Poliksena (1809), rönte på sin tid livligt bifall, men är numera sedan länge totalt glömda. Hans samlade skrifter utgavs 1818–27, 1846 och 1857.